# Шестодимензионални простор
Шестодимензионални простор (скраћено 6Д простор или само 6Д) сваки је простор који има шест димензија, шест степени слободе, те у којем за одређивање локације или координата треба шест података. Постоји безброј њих, али они који су највећег значаја су једноставнији који моделирају неки аспект околине. Посебно је занимљив шестодимензионални еуклидски простор, у којем су изграђени 6-политопи и 5-сфере. Проучавају се и шестодимензионални елиптични простор и хиперболички простор, са константном позитивном и негативном закривљеношћу.
Формално, шестодимензионални еуклидски простор, ℝ6, настаје разматрањем свих реалних 6-торки као 6-вектора у овом простору. Као такав, има својства свих еуклидских простора, тако да је линеаран, има метрику и читав низ векторских операција. Нарочито је скаларни производ између два 6-вектора лако дефинисан и може да се користи за израчунавање метрике. 6×6 матрица може да се користи за описивање трансформација попут ротација које имају фиксирано исходиште.
Генерално, сваки простор који може да се опише локално са шест координата, не нужно еуклидских, јест шестодимензионалан. Један пример је површина 6-кугле, S6. Ово је скуп свих тачака у седмодимензионалном простору (еуклидски) ℝ7 које су фиксне удаљености од исходишта. Ово ограничење смањује број координата потребних да се опише једна тачка на 6-сфери за један, тако да има шест димензија. Такви не-еуклидски простори далеко су чешћи од еуклидских простора и у шест димензија имају далеко више примене.